# 海宁站 (中国)
海宁站是沪昆铁路上一个二等站，位于浙江省海宁市海昌路1号。车站由上海局集团嘉兴车务段管理，客运办理旅客乘降、行李、包裹服务，有上海、杭州、宁波等地始发列车经停；货运办理整车、集装箱业务，主要到发品为粮食类、钢铁类、化肥类、矿建类、集装箱类。

## 历史

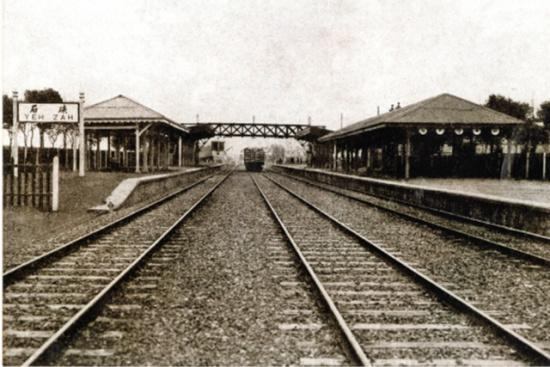
1920年的硖石火车站

原沪杭铁路建设时，计划经过桐乡，但由于当地士绅认为铁路列车的声音会破坏风水，因此坚决反对铁路过境。与此同时，海宁硖石的部分知名人士如吴小鲁、许行彬、徐申如（硖石商会会长）等却认为沪杭铁路线会盘活硖石当地经济。在与硖石籍的沪杭铁路总工程师徐骝良向浙江省联名上书提出申请后，当时的浙江巡撫衙門批准了这一改动。车站于清代宣统元年（1909年）完工，定名硖石站。
硖石站在建站初站房面积4680平方英尺，设有2座月台。1919年建设横跨线路的木制天桥一座，1925年改为钢结构。第二次中日战争期间车站曾遭日军轰炸，导致货场、站场部分设施损毁:458。
硖石站于1983扩建，扩建后站场设有5条，包括1条正线、2条到发线和2条货物线；站房面积7300平方米，其中候车室面积595平方米、售票房207平方米、行包房140平方米:458。
1988年车站作为沪杭铁路复线化工程的一部分迁移重建，新建车站名为海宁站。新建海宁站于1990年10月竣工、1991年3月启用:458。当时日旅客发送量大约1500人次，被称为“沪杭线上的一颗明珠”。2007年，为配合中国铁路大提速后动车组列车的停靠，海宁站将1、3站台改造为高度为1250mm的高站台。

## 车站结构

### 站房

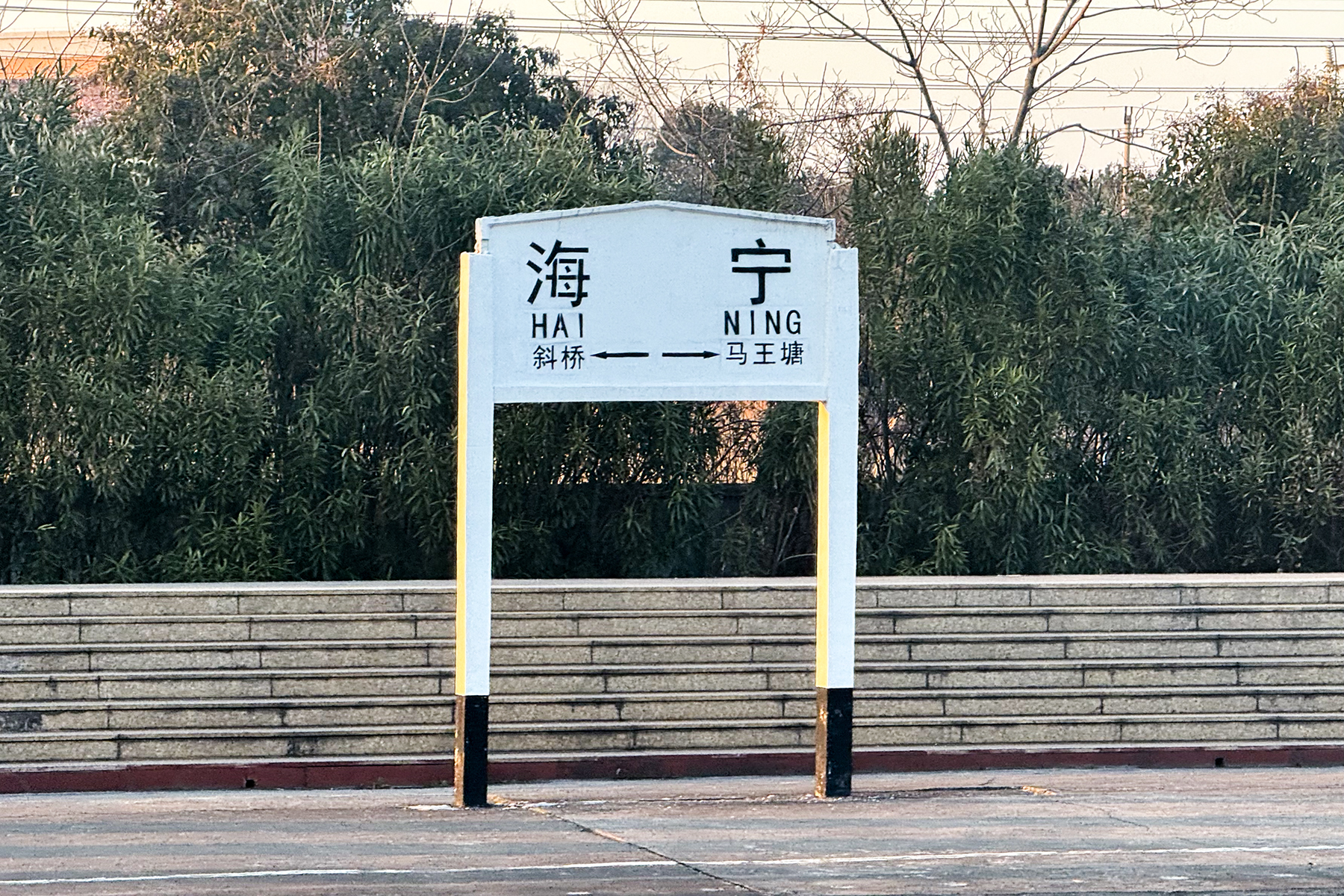
车站站牌（2024年）

海宁站目前使用的站房于1991年投入使用，建筑面积2819平方米。其中售票处位于站房西侧，面积200平方米，设有6个窗口、2台自助取票机和2台自动售票机；进站口位于站房中部，内设两个候车室，分别为上海方向候车室和杭州方向候车室，面积均为427平方米；行包房面积400平方米。站前广场面积22990平方米:458。
- 售票大厅
- 进站口内的商店
- 上海方向候车室（1号候车室）
- 杭州方向候车室（2号候车室）

### 站场
海宁站站场设有2条正线、3条到发线、2条存车线和1条存车线；到发线分配有一个岛式站台和一个侧式站台，共有三个站台编号：1站台为侧式站台，长753米，供下行方向列车停靠；2、3站台为岛式站台，长698.7米，供上行方向列车停靠。其中1、3站台为高站台。车站货场位于公园路25号，面积5000余平方米，内设6条货物线和3座标准仓库:458。
| 站台 | 侧式站台 | 侧式站台                        |
| 站台 | 1站台    | 沪昆铁路 往昆明方向（斜桥站）   |
| 站台 | 3道      | 沪昆铁路 往昆明方向（斜桥站）   |
| 站台 | 通过线   | 沪昆铁路下行列车通过线          |
| 站台 | 通过线   | 沪昆铁路上行列车通过线          |
| 站台 | 2站台    | 沪昆铁路 往上海方向（马王塘站） |
| 站台 | 岛式站台 |                                 |
| 站台 | 3站台    | 沪昆铁路 往上海方向（马王塘站） |

## 接驳交通
| 火车站     | 火车站             | 火车站 | 火车站         | 火车站                                                          |
| 编号       | 路线               | 路线   | 路线           | 备注                                                            |
| ---------- | ------------------ | ------ | -------------- | --------------------------------------------------------------- |
| 5海宁      | 火车站             | ⇆      | 海宁客运中心   | 经南苑三里                                                      |
| 6海宁      | 火车站             | ⇆      | 海宁客运中心   | 经太阳桥                                                        |
| 8海宁      | 火车站             | ⇆      | 马桥公交总站   | 经梅园公园、新庄                                                |
| 11海宁     | 火车站             | ⇆      | 城铁斜桥站     | 经斜桥中学                                                      |
| 11支线海宁 | 城铁斜桥站         | ⇆      | 火车站         | 城铁斜桥站方向经斜桥商贸中心，火车站方向经洛塘街                |
| 16海宁     | 火车站             | ⇆      | 双山新区二里   |                                                                 |
| 20海宁     | 火车站             | ⇆      | 星光村         | 经北关桥                                                        |
| 20支线海宁 | 星光村             | ⇆      | 火车站         | 经车辆检测站                                                    |
| 22海宁     | 火车站             | ⇆      | 开发区西区     |                                                                 |
| 26海宁     | 火车站             | ⇆      | 斜桥           |                                                                 |
| 31海宁     | 产业园人才公寓     | ⇆      | 火车站         |                                                                 |
| 33海宁     | 浙大国际校区（北） | ⇆      | 火车站         | 经妇保院                                                        |
| 33支线海宁 | 浙大国际校区（北） | ⇆      | 火车站         | 经浙大国际校区（西）                                            |
| 96海宁     | 火车站             | ⇆      | 海宁客运中心   | 经太阳桥 海宁6 夜班                                             |
| 97海宁     | 火车站             | ⇆      | 马桥公交总站   | 经海昌路新华书店（城铁海昌站）、湖州银行（博远学校） 海宁7 夜班 |
| 103海宁    | 火车站             | ⇆      | 尖山新区       | 经经编园区、莫家桥                                              |
| 109海宁    | 火车站             | ⇆      | 盐官景区公交站 |                                                                 |
| 123海宁    | 火车站             | ⇆      | 长安           |                                                                 |
| 131海宁    | 火车站             | ⇆      | 盐仓公交站     |                                                                 |
| 202海宁    | 火车站             | ⇆      | 尖山新区       | 经浙大国际校区（南）、吴孙场                                    |
| 922海宁    | 火车站             | ⇆      | 双联路由拳路口 | 海宁22 夜班                                                     |